# Luiz Bueno
Luiz Pereira Bueno, brazilski dirkač Formule 1, * 16. januar 1937, São Paulo, Brazilija, † 8. februar 2011.
Luiz Bueno je pokojni brazilski dirkač. V svoji karieri je nastopil le na domači in drugi dirki sezone 1973 za Veliko nagrado Brazilije, kjer je z dirkalnikom Surtees TS9B moštva Team Surtees zasedel dvanajsto mesto z več kot štirimi krogi zaostanka za zmagovalcem.

## Popolni rezultati Formule 1
(legenda) (odebeljene dirke pomenijo najboljši štartni položaj, poševne pa najhitrejši krog, †-uvrščen kljub odstopu)
| Leto | Moštvo       | Šasija       | Motor       | 1   | 2      | 3   | 4   | 5   | 6   | 7   | 8   | 9  | 10  | 11  | 12  | 13  | 14  | 15  | Prv | Toč |
| ---- | ------------ | ------------ | ----------- | --- | ------ | --- | --- | --- | --- | --- | --- | -- | --- | --- | --- | --- | --- | --- | --- | --- |
| 1973 | Team Surtees | Surtees TS9B | Cosworth V8 | ARG | BRA 12 | JAR | ŠPA | BEL | MON | ŠVE | FRA | VB | NIZ | NEM | AVT | ITA | KAN | ZDA | -   | 0   |